# Sybille Seitz
Sybille Seitz (* 14. November 1966 in Berlin) ist eine deutsche Fernsehjournalistin und Moderatorin.
Nach einem Volontariat bei Radio Hundert,6 arbeitete sie bei verschiedenen Radiostationen in Berlin wie Berliner Rundfunk, Radio Energy und rs2. 1995 übernahm Sybille Seitz die Pressearbeit einer Sportmarketingagentur für die Sportarten Mountainbike und Snowboarden.
1997 wechselte sie zum SFB (seit 2004 RBB) als Reporterin, Autorin und Moderatorin. Sie moderierte verschiedene Sendungen wie Sportpalast, Sportplatz, Wochenmarkt, Gute-Reise-TV, rbb-um-sechs, Das Ländermagazin.
Bis 2010 moderierte Sybille Seitz das Gesundheitsmagazin Quivive vom RBB und die Sendung ARD-Ratgeber: Gesundheit.
Sybille Seitz lebt mit ihrem Mann und ihren zwei Töchtern in Teltow am Stadtrand von Berlin.